# Charles Louis Auguste Fouquet de Belle-Isle
Charles Louis Auguste Fouquet de Belle-Isle (22. září 1684, Villefranche-de-Rouergue - 26. ledna 1761, Versailles) byl francouzský vojevůdce a diplomat, který se účastnil řady válek, které Francie vedla v první polovině 18. století, a politicky se angažoval ve službách krále Ludvíka XV. Ve válkách o dědictví rakouské je jeho jméno spojeno s bavorsko-francouzskou okupací Prahy.

## Život
Byl vnukem Nicolase Fouqueta, který působil jako superintendant financí za Ludvíka XIV. Po jeho pádu byla rodina v nemilosti. V raném věku vstoupil do armády, vyznamenal se již ve válce o španělské dědictví. V dalších válkách rychle stoupal v hodnostech, až se v roce 1740 stal francouzským maršálem. V roce 1727 ho Ludvík XV. jmenoval guvernérem Trojbiskupství (Trois-Évêchés), čímž mu byla svěřena správa tří důležitých pevností, Met, Toulu a Verdunu. Tuto funkci zastával až do své smrti. Nebyl jen schopným válečníkem, ale i diplomatem - účastnil se vyjednávání o postoupení Lotrinska Francii a stal se jedním z hlavních vládních poradců pro vojenské a diplomatické záležitosti. Patřil k válečné straně a přesvědčoval krále Ludvíka XV. a ministra Fleuryho, aby se Francie zapojila do války o rakouské dědictví podporou bavorského kurfiřta Karla Albrechta. Počátkem roku 1741 byl jmenován mimořádným vyslancem v Německu.
Francie nakonec Karla Albrechta podpořila i vojensky. Spojeným francouzsko-bavorským vojskům sice formálně velel Karel Albrecht, ale hlavní slovo měl Belle-Isle. Ten také podle vývoje situace rozhodl, že se nepotáhne na Vídeň, ale do Čech. Francouzsko-bavorské oddíly potom za pomoci Sasů dobyly a obsadily 26. listopadu 1741 Prahu. Koncem roku Belle-Isle odjel do Frankfurtu nad Mohanem, kde diplomaticky podporoval volbu Karla Albrechta za německého císaře. Když byla v následujícím roce Praha obležena rakouskými vojsky, převzal zde Belle-Isle opět velení francouzských oddílů. V beznadějné situaci se mu podařilo lstí vyvést převážnou část svých vojáků z obleženého města a uniknout do Chebu, i když vojsko bylo cestou značně zdecimováno vlivem počasí, útoků obyvatel i nemocí.
Neúspěšná kampaň maršála zdiskreditovala, přestože jeho únik z Prahy byl všeobecně obdivován. Další neštěstí ho postihlo, když byl na cestě do Berlína přes Hannover zajat Angličany. Byl nucen zůstat rok v Anglii, navzdory požadavkům Ludvíka XV. i císaře Karla VII. Během dalších válek v letech 1746–47 byl Belle-Isle velitelem armády v Piemontu na alpské hranici. Přes některé neúspěchy se mu podařilo odrazit rakousko-italskou invazi do Provence a vytlačit boje zpět do Lombardie. V posledních letech svého života byl na dvoře Ludvíka XV. ministrem války a prováděl reformy důstojnického sboru.